# General Rodríguez (Buenos Aires)
Pour les articles homonymes, voir General Rodríguez.
General Rodríguez est une localité argentine située dans le partido homonyme, dans la province de Buenos Aires.

## Démographie
La localité compte 81 491 habitants (Indec, 2010), ce qui représente une augmentation par rapport au recensement précédent qui comptait 61 931 habitants en 2001.